# Малое Панькино
Малое Панькино — деревня в Шекснинском районе Вологодской области.
Входит в состав сельского поселения Юроченского, с точки зрения административно-территориального деления — в Юроченский сельсовет.
Расстояние по автодороге до районного центра Шексны — 37 км, до центра муниципального образования Юрочкино — 7 км. Ближайшие населённые пункты — Гороховское, Макарьино, Большое Панькино.
По переписи 2002 года население — 3 человека.